# Shangcun (köpinghuvudort i Kina, Shaanxi, lat 34,16, long 108,47)
Shangcun (kinesiska: 尚村, 尚村镇) är en köpinghuvudort i Kina. Den ligger i provinsen Shaanxi, i den nordvästra delen av landet, omkring 42 kilometer väster om provinshuvudstaden Xi'an. Antalet invånare är 46 037. Befolkningen består av 22 659 kvinnor och 23 378 män. Barn under 15 år utgör 15,0 %, vuxna 15-64 år 75 %, och äldre över 65 år 8,0 %.
Runt Shangcun är det tätbefolkat, med 442 invånare per kvadratkilometer. Närmaste större samhälle är Yuxia, 18,0 km sydost om Shangcun. Trakten runt Shangcun består till största delen av jordbruksmark.
Genomsnittlig årsnederbörd är 669 millimeter. Den regnigaste månaden är september, med i genomsnitt 149 mm nederbörd, och den torraste är december, med 1 mm nederbörd.